# Pathari

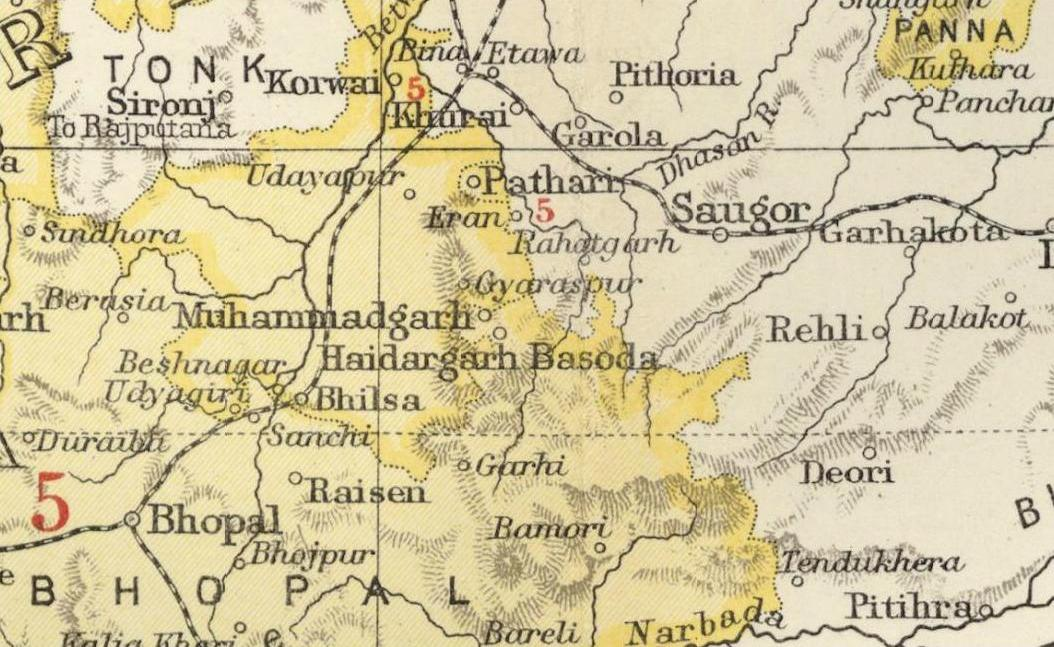
Pathari a un mapa de l'Imperial Gazetteer of India

Pathari fou un estat tributari protegit de l'agència de Bhopal amb una superfície de 57 km² i població el 1875 de 4.330 habitants, el 1881 de 6.393, el 1901 de 2.704, i de 2.940 el 1931. Localment s'anomena Baro-Pathari (per les ruïnes de Baro) o Chor-Pathari (per ser tradicionalment un lloc d'origen de bandits). L'estat estava regit per un nawab amb els poders ordinaris, sota un agent polític. Els ingressos eren de nou mil rúpies.
La casa reial eren descendents de la nissaga del Principat de Bhopal i eren paitxus de la família Barakzai i Mirzai Khel. Murid Muhammad Khan, que fou el pare del primer príncep, tenia un jagir a Rahatgarh (després a les Províncies Centrals), del que fou privat per Madhav Rao I Scindia (1768-1794); amb la mediació dels britànics el seu fill Haidar Muhammad Khan va rebre el jagir de Pathari el 1794 de Daulat Rao Sindhia (1794-1827) conservant algunes terres a Rahatgarh, al districte de Saugor a les Províncies Centrals. Fou reconegut pels britànics el 1807. Abdul Karim Khan va pujar al tron amb 5 anys el 1859, i fou declarat major d'edat el 1872; les seves extravagàncies van enfonsar l'estat i fou necessari apartar-lo de l'administració que fou agafada pels britànics el 1895; el nawab va passar a residir a Sehore amb la seva família, conservant el títol. El 1913 el va succeir Muhammad Abdul Rahim Khan.
A Baro o Badoh, prop de Patahari, hi ha nombrosos temples, pedres i altres restes d'un important establiment medieval. La capital Pathari està situada en un petit turó de pedra a 550 metres d'altura a la vora d'un llac tancat per una presa de pedra sense revestiment, a 23° 56′ N, 78° 13′ E / 23.933°N,78.217°E amb una població el 1901 de 1.106 habitants. Encara que població principalment musulmana inclou nombrosos restes del seu passat hindú, amb estàtues, pedres tallades de temples, i edificacions; a l'est de la ciutat hi ha una magnífica columna de pedra d'uns 14 metres, dels que 13 són d'una sola peça, i està coronada per una campana hi on hi havia dues figues humanes de les que només en queda part; una inscripció de 36 línies està datada el 861 i esmenta un temple que hi ha al costat, amb un lingam, i abans dedicat a Vixnu, construït pel rei rashtrakuta Parabala, la filla del qual, Ram Devi, fou la mare del rei pala Devapala. Un imori, un llac amb escales, fou construït el 1676 pel maharaja Prithwiraj Ju Deo, durant el regnat d'Aurangzeb. La ciutat hindú fiu destruïda pels musulmans probablement en temps d'Alamgir.

## Llista de nawabs[1]
- Haydar Mohammad Khan 1807 - 1859
- Abd al-Karim Khan 1859 - 1913
- Mohammad Abd al-Rahim Khan 1913 - 1948

## Nota
1. ↑  Worldstatesmen